# Академічне веслування на літніх Олімпійських іграх 2024 — кваліфікація
У змаганнях з академічного веслування на літніх Олімпійських іграх 2024 за результатами кваліфікації візьмуть участь 502 спортсменів (251 чоловіки та 251 жінки), які змагатимуться за 14 комплектів нагород. Кожна країна може бути представлена максимум 48 спортсменами (24 чоловіків і 24 жінок), але не більш як одним екіпажем в кожній з дисциплін. У порівнянні з минулими Іграми в програмі змагань змін не відбулось.

## Правила кваліфікацій
Більшість квот розподілено за підсумками чемпіонату світу 2023 року. Решта квот будуть розподілені в рамках континентальних кваліфікаційних регат в Азії, Америці, Африці і Океанії, а також Європі. Фінальна кваліфікаційна регата пройде в Люцерні.
Кваліфікаційні змагання
| Дисципліна                                                  | Дата               | Місце          |
| ----------------------------------------------------------- | ------------------ | -------------- |
| Чемпіонат світу з академічного веслування 2023              | 3–10 вересня 2023  | Белград        |
| Африканська континентальна кваліфікаційна регата            | жовтень 2023       | TBA            |
| Американська континентальна кваліфікаційна регата           | 14–17 березня 2024 | Ріо-де-Жанейро |
| Азійська і океанійська континентальна кваліфікаційна регата | квітень 2024       | Чхунджу        |
| Європейська континентальна кваліфікаційна регата            | 3–5 травня 2024    | Сегед          |
| Фінальна кваліфікаційна регата                              | 19–21 травня 2024  | Люцерн         |

## Підсумки кваліфікації
| Країна                           | Чоловіки | Чоловіки | Чоловіки | Чоловіки | Чоловіки | Чоловіки | Чоловіки | Жінки | Жінки | Жінки | Жінки | Жінки | Жінки | Жінки | Екіпажі | Спортсмени |
| Країна                           | Ч1x      | Ч2-      | Ч2x      | ЛЧ2x     | Ч4-      | Ч4x      | Ч8+      | Ж1x   | Ж2-   | Ж2x   | ЛЖ2x  | Ж4-   | Ж4x   | Ж8+   | Екіпажі | Спортсмени |
| -------------------------------- | -------- | -------- | -------- | -------- | -------- | -------- | -------- | ----- | ----- | ----- | ----- | ----- | ----- | ----- | ------- | ---------- |
| Австралія (AUS)                  |          | Так      |          |          | Так      |          | Так      | Так   | Так   | Так   |       | Так   | Так   | Так   | 9       | 35         |
| Австрія (AUT)                    |          |          |          |          |          |          |          | Так   |       |       | Так   |       |       |       | 2       | 3          |
| Азербайджан (AZE)                |          |          |          |          |          |          |          | Так   |       |       |       |       |       |       | 1       | 1          |
| Алжир (ALG)                      | Так      |          |          |          |          |          |          | Так   |       |       |       |       |       |       | 2       | 2          |
| Ангола (ANG)                     | Так      |          |          |          |          |          |          |       |       |       |       |       |       |       | 1       | 1          |
| Аргентина (ARG)                  |          |          |          | Так      |          |          |          |       |       |       | Так   |       |       |       | 2       | 4          |
| Бельгія (BEL)                    | Так      |          |          | Так      |          |          |          |       |       |       |       |       |       |       | 2       | 3          |
| Бермуди (BER)                    | Так      |          |          |          |          |          |          |       |       |       |       |       |       |       | 1       | 1          |
| Болгарія (BUL)                   | Так      |          |          |          |          |          |          | Так   |       |       |       |       |       |       | 2       | 2          |
| Бразилія (BRA)                   | Так      |          |          |          |          |          |          | Так   |       |       |       |       |       |       | 2       | 2          |
| В'єтнам (VIE)                    |          |          |          |          |          |          |          | Так   |       |       |       |       |       |       | 1       | 1          |
| Велика Британія (GBR)            |          | Так      |          |          | Так      | Так      | Так      |       | Так   | Так   | Так   | Так   | Так   | Так   | 10      | 40         |
| Гонконг (HKG)                    | Так      |          |          |          |          |          |          |       |       |       |       |       |       |       | 1       | 1          |
| Греція (GRE)                     | Так      |          |          | Так      |          |          |          |       | Так   |       | Так   |       |       |       | 4       | 7          |
| Данія (DEN)                      | Так      |          |          |          |          |          |          |       | Так   |       |       | Так   |       | Так   | 4       | 15         |
| Допущені нейтральні атлети (ANA) | Так      |          |          |          |          |          |          | Так   |       |       |       |       |       |       | 2       | 2          |
| Зімбабве (ZIM)                   | Так      |          |          |          |          |          |          |       |       |       |       |       |       |       | 1       | 1          |
| Естонія (EST)                    |          |          |          |          |          | Так      |          |       |       |       |       |       |       |       | 1       | 4          |
| Єгипет (EGY)                     | Так      |          |          | Так      |          |          |          |       |       |       |       |       |       |       | 2       | 3          |
| Індія (IND)                      | Так      |          |          |          |          |          |          |       |       |       |       |       |       |       | 1       | 1          |
| Індонезія (INA)                  | Так      |          |          |          |          |          |          |       |       |       |       |       |       |       | 1       | 1          |
| Іран (IRN)                       |          |          |          |          |          |          |          | Так   |       |       | Так   |       |       |       | 2       | 3          |
| Ірландія (IRL)                   |          | Так      | Так      | Так      |          |          |          |       | Так   | Так   | Так   | Так   |       |       | 7       | 16         |
| Іспанія (ESP)                    |          | Так      | Так      | Так      |          |          |          | Так   | Так   |       |       |       |       |       | 5       | 9          |
| Італія (ITA)                     |          | Так      | Так      | Так      | Так      | Так      | Так      |       |       | Так   |       |       |       | Так   | 8       | 32         |
| Казахстан (KAZ)                  | Так      |          |          |          |          |          |          |       |       |       |       |       |       |       | 1       | 1          |
| Канада (CAN)                     |          |          |          |          |          |          |          |       |       |       | Так   |       |       | Так   | 2       | 10         |
| Китай (CHN)                      |          |          | Так      |          |          |          |          |       |       | Так   | Так   | Так   | Так   |       | 5       | 14         |
| Куба (CUB)                       | Так      |          |          |          |          |          |          | Так   |       |       |       |       |       |       | 2       | 2          |
| Литва (LTU)                      | Так      | Так      |          |          |          |          |          | Так   | Так   | Так   |       |       |       |       | 5       | 8          |
| Марокко (MAR)                    |          |          |          |          |          |          |          | Так   |       |       |       |       |       |       | 1       | 1          |
| Мексика (MEX)                    |          |          |          | Так      |          |          |          | Так   |       |       |       |       |       |       | 2       | 3          |
| Нідерланди (NED)                 | Так      |          | Так      |          | Так      | Так      | Так      | Так   | Так   | Так   |       | Так   | Так   |       | 10      | 32         |
| Німеччина (GER)                  | Так      | Так      | Так      |          |          | Так      | Так      | Так   |       |       |       |       | Так   |       | 7       | 22         |
| Нова Зеландія (NZL)              | Так      | Так      | Так      |          | Так      |          |          | Так   | Так   | Так   | Так   | Так   |       |       | 9       | 20         |
| Норвегія (NOR)                   |          |          | Так      | Так      |          | Так      |          |       |       | Так   |       |       |       |       | 4       | 10         |
| ПАР (RSA)                        |          | Так      |          |          |          |          |          | Так   |       |       |       |       |       |       | 2       | 3          |
| Парагвай (PAR)                   | Так      |          |          |          |          |          |          | Так   |       |       |       |       |       |       | 2       | 2          |
| Перу (PER)                       |          |          |          |          |          |          |          | Так   |       |       | Так   |       |       |       | 2       | 3          |
| Польща (POL)                     |          |          |          |          |          | Так      |          |       |       |       | Так   |       |       |       | 2       | 6          |
| Румунія (ROU)                    | Так      | Так      | Так      |          | Так      | Так      | Так      |       | Так   | Так   | Так   | Так   | Так   | Так   | 12      | 43         |
| Сербія (SRB)                     | Так      |          | Так      |          |          |          |          | Так   |       |       |       |       |       |       | 3       | 4          |
| Сінгапур (SGP)                   |          |          |          |          |          |          |          | Так   |       |       |       |       |       |       | 1       | 1          |
| Таїланд (THA)                    | Так      |          |          |          |          |          |          |       |       |       |       |       |       |       | 1       | 1          |
| США (USA)                        | Так      | Так      | Так      |          | Так      |          | Так      | Так   | Так   | Так   | Так   | Так   | Так   | Так   | 12      | 40         |
| Того (TOG)                       |          |          |          |          |          |          |          | Так   |       |       |       |       |       |       | 1       | 1          |
| Туніс (TUN)                      | Так      |          |          |          |          |          |          |       |       |       | Так   |       |       |       | 2       | 3          |
| Уганда (UGA)                     |          |          |          |          |          |          |          | Так   |       |       |       |       |       |       | 1       | 1          |
| Узбекистан (UZB)                 |          |          |          | Так      |          |          |          | Так   |       |       |       |       |       |       | 2       | 3          |
| Уругвай (URU)                    | Так      |          |          |          |          |          |          |       |       |       |       |       |       |       | 1       | 1          |
| Україна (UKR)                    |          |          |          | Так      |          |          |          | Так   |       |       |       |       | Так   |       | 3       | 7          |
| Філіппіни (PHI)                  |          |          |          |          |          |          |          | Так   |       |       |       |       |       |       | 1       | 1          |
| Франція (FRA)                    |          |          | Так      | Так      | Так      |          |          |       |       | Так   | Так   |       |       |       | 5       | 12         |
| Чехія (CZE)                      |          |          |          | Так      |          |          |          |       | Так   | Так   |       |       |       |       | 3       | 6          |
| Хорватія (CRO)                   | Так      | Так      | Так      |          |          |          |          |       |       |       |       |       |       |       | 3       | 5          |
| Чилі (CHI)                       |          |          |          | Так      |          |          |          |       | Так   |       |       |       |       |       | 2       | 4          |
| Швейцарія (SUI)                  |          | Так      |          | Так      | Так      | Так      |          | Так   |       |       |       |       | Так   |       | 6       | 17         |
| Японія (JPN)                     | Так      |          |          | Так      |          |          |          |       |       |       | Так   |       |       |       | 3       | 5          |
| Загалом: 57 НОКів                | 30       | 13       | 13       | 16       | 9        | 9        | 7        | 30    | 13    | 13    | 16    | 9     | 9     | 7     | 194     | 498        |

## Чоловічі змагання

### Парні одиночки
| Дисципліна                                     | #  | Країна                           | Заявлений веслувальник |
| ---------------------------------------------- | -- | -------------------------------- | ---------------------- |
| Чемпіонат світу з академічного веслування 2023 | 1  | Німеччина (GER)                  | Олівер Цайдлер         |
| Чемпіонат світу з академічного веслування 2023 | 2  | Нідерланди (NED)                 | Сімон ван Дорп         |
| Чемпіонат світу з академічного веслування 2023 | 3  | Нова Зеландія (NZL)              | Том Макінтош           |
| Чемпіонат світу з академічного веслування 2023 | 4  | Греція (GRE)                     | Стефанос Дускос        |
| Чемпіонат світу з академічного веслування 2023 | 5  | Данія (DEN)                      | Сверрі Нільсен         |
| Чемпіонат світу з академічного веслування 2023 | 6  | Хорватія (CRO)                   | Дамір Мартін           |
| Чемпіонат світу з академічного веслування 2023 | 7  | Японія (JPN)                     | Рюта Аракава           |
| Чемпіонат світу з академічного веслування 2023 | 8  | Литва (LTU)                      | Гєдрюс Бєляускас       |
| Чемпіонат світу з академічного веслування 2023 | 9  | Допущені нейтральні атлети (ANA) | Євген Золотий          |
| Африканська кваліфікаційна регата              | 1  | Єгипет (EGY)                     | Абдельхалек ель-Банна  |
| Африканська кваліфікаційна регата              | 2  | Туніс (TUN)                      | Мохамед Таєб           |
| Африканська кваліфікаційна регата              | 3  | Алжир (ALG)                      | Сід Алі Будіна         |
| Африканська кваліфікаційна регата              | 4  | Зімбабве (ZIM)                   | Стівен Кокс            |
| Африканська кваліфікаційна регата              | 5  | Ангола (ANG)                     | Андре Матьяш           |
| Американська кваліфікаційна регата             | 1  | Бразилія (BRA)                   | Лукас Вертейн          |
| Американська кваліфікаційна регата             | 2  | Уругвай (URU)                    | Бруно Сетраро          |
| Американська кваліфікаційна регата             | 3  | Парагвай (PAR)                   | Хав'єр Інсфран         |
| Американська кваліфікаційна регата             | 4  | Бермуди (BER)                    | Дара Алізаде           |
| Американська кваліфікаційна регата             | 5  | Куба (CUB)                       | Рейді Кардона Бланко   |
| Азійська і океанійська кваліфікаційна регата   | 1  | Казахстан (KAZ)                  | Владислав Яковлєв      |
| Азійська і океанійська кваліфікаційна регата   | 2  | Індонезія (INA)                  | Мемо                   |
| Азійська і океанійська кваліфікаційна регата   | 3  | Індія (IND)                      | Балрадж Панвар         |
| Азійська і океанійська кваліфікаційна регата   | 4  | Гонконг (HKG)                    | Чіу Хін Чун            |
| Азійська і океанійська кваліфікаційна регата   | 5  | Таїланд (THA)                    | Преманут Ваттанусітх   |
| Європейська кваліфікаційна регата              | —  | Сербія (SRB)                     |                        |
| Європейська кваліфікаційна регата              | 1  | Болгарія (BUL)                   | Кристиян Василев       |
| Європейська кваліфікаційна регата              | 2  | Бельгія (BEL)                    | Тім Бріс               |
| Європейська кваліфікаційна регата              | 3  | Словенія (SLO)                   | Ісак Жвегель           |
| Фінальна кваліфікаційна регата                 | 1  | Румунія (ROU)                    | Міхай Кіруце           |
| Фінальна кваліфікаційна регата                 | 2  | США (USA)                        | Джейкоб Плігал         |
| Універсальні місця                             | 1  | Монако (MON)                     | Кантен Антоньєллі      |
| Універсальні місця                             | 2  | Лівія (LBA)                      | Мохамед Букрах         |
| Загалом                                        | 32 |                                  |                        |

### Парні двійки
| Дисципліна                                     | #  | Країна              | Заявлені веслувальники              |
| ---------------------------------------------- | -- | ------------------- | ----------------------------------- |
| Чемпіонат світу з академічного веслування 2023 | 1  | Нідерланди (NED)    | Стеф Брунінк Мелвін Твеллар         |
| Чемпіонат світу з академічного веслування 2023 | 2  | Хорватія (CRO)      | Мартін Сінкович Валент Сінкович     |
| Чемпіонат світу з академічного веслування 2023 | 3  | Ірландія (IRL)      | Дейр Лінч Філіп Дойл                |
| Чемпіонат світу з академічного веслування 2023 | 4  | Італія (ITA)        | Лука Рамбальді Маттео Сарторі       |
| Чемпіонат світу з академічного веслування 2023 | 5  | Іспанія (ESP)       | Алеш Гарсія Родріго Конде Ромеро    |
| Чемпіонат світу з академічного веслування 2023 | 6  | Китай (CHN)         | Лю Чжиюй Сулітан Аділіджан          |
| Чемпіонат світу з академічного веслування 2023 | 7  | Румунія (ROU)       | Андрей-Себастьян Корня Мар'ян Енаке |
| Чемпіонат світу з академічного веслування 2023 | 8  | Німеччина (GER)     | Йонас Ґельсен Марк Вебер            |
| Чемпіонат світу з академічного веслування 2023 | 9  | Норвегія (NOR)      | Мартін Гельсет К'єтіль Борх         |
| Чемпіонат світу з академічного веслування 2023 | 10 | Франція (FRA)       | Маттьє Андродіас Уго Бушерон        |
| Чемпіонат світу з академічного веслування 2023 | 11 | Нова Зеландія (NZL) | Роббі Менсон Джордан Перрі          |
| Фінальна кваліфікаційна регата                 | 1  | США (USA)           | Бенджамін Девідсон Сорін Кошик      |
| Фінальна кваліфікаційна регата                 | 2  | Сербія (SRB)        | Мартин Мачкович Николай Пименов     |
| Загалом                                        | 13 |                     |                                     |

### Парні двійки, легка вага
| Дисципліна                                     | #  | Країна           | Заявлені веслувальники                   |
| ---------------------------------------------- | -- | ---------------- | ---------------------------------------- |
| Чемпіонат світу з академічного веслування 2023 | 1  | Ірландія (IRL)   | Фінтан Маккарті Пол О'Донован            |
| Чемпіонат світу з академічного веслування 2023 | 2  | Швейцарія (SUI)  | Рафаель Агумада Ян Шобле                 |
| Чемпіонат світу з академічного веслування 2023 | 3  | Італія (ITA)     | Стефано Оппо Габріель Соарес             |
| Чемпіонат світу з академічного веслування 2023 | 4  | Чехія (CZE)      | Їржи Шиманек Мірослав Враштіл мол.       |
| Чемпіонат світу з академічного веслування 2023 | 5  | Іспанія (ESP)    | Денніс Карраседо Ферреро Каетано Орта    |
| Чемпіонат світу з академічного веслування 2023 | 6  | Норвегія (NOR)   | Ларс Бенске Аск Тьєм                     |
| Чемпіонат світу з академічного веслування 2023 | 7  | Мексика (MEX)    | Мігель Карбальйо Алексіс Лопес           |
| Африканська кваліфікаційна регата              | 1  | Єгипет (EGY)     | Ахмед Абдельаал Мохамед Кота             |
| Американська кваліфікаційна регата             | 1  | Чилі (CHI)       | Ебер Сануеса Сезар Абароа                |
| Американська кваліфікаційна регата             | 2  | Аргентина (ARG)  | Алехандро Коломіно Педро Діксон          |
| Азійська і океанійська кваліфікаційна регата   | 1  | Японія (JPN)     | Наокі Фурута Масаюкі Міяура              |
| Азійська і океанійська кваліфікаційна регата   | 2  | Узбекистан (UZB) | Шахзод Нурматов Сабірджон Сафаролієв     |
| Європейська кваліфікаційна регата              | 1  | Україна (UKR)    | Ігор Хмара Станіслав Ковальов            |
| Європейська кваліфікаційна регата              | 2  | Бельгія (BEL)    | Нільс ван Зандвеґе Тібо Віве             |
| Фінальна кваліфікаційна регата                 | 1  | Франція (FRA)    | Юго Бере Фердінан Людвіг                 |
| Фінальна кваліфікаційна регата                 | 2  | Греція (GRE)     | Петрос Гайдаціс Антоніос Папаконстантіну |
| Загалом                                        | 16 |                  |                                          |

### Парні четвірки
| Дисципліна                                     | # | Країна                | Заявлені веслувальники                                                       |
| ---------------------------------------------- | - | --------------------- | ---------------------------------------------------------------------------- |
| Чемпіонат світу з академічного веслування 2023 | 1 | Нідерланди (NED)      | Фінн Флорейн Кун Метсемакерс Леннарт ван Ліроп Тоні Вітен                    |
| Чемпіонат світу з академічного веслування 2023 | 2 | Італія (ITA)          | Ніколо Каруччі Лука К'юменто Джакомо Джентілі Андреа Паніцца                 |
| Чемпіонат світу з академічного веслування 2023 | 3 | Польща (POL)          | Фабіан Баранський Матеуш Біскуп Домінік Чая Мірослав Зентарський             |
| Чемпіонат світу з академічного веслування 2023 | 4 | Велика Британія (GBR) | Том Баррас Каллум Діксон Метт Гейвуд Ґрем Томас                              |
| Чемпіонат світу з академічного веслування 2023 | 5 | Німеччина (GER)       | Макс Аппель Тім Оле Наске Юліус Роммельманн Моріц Вольфф                     |
| Чемпіонат світу з академічного веслування 2023 | 6 | Швейцарія (SUI)       | Домінік Кондро Ян Йонаг Плок Скотт Барлошер Морін Ланґе                      |
| Чемпіонат світу з академічного веслування 2023 | 7 | Румунія (ROU)         | Флорін Хородістяну Маріус-Габріел Лунгу Іліута-Леонтін Нуцеску Йоан Прундяну |
| Фінальна кваліфікаційна регата                 | 1 | Норвегія (NOR)        | Крістоффер Брун Ян Оскар Стабе Гельвіґ Йонас Юель Ерік Андре Сольбаккен      |
| Фінальна кваліфікаційна регата                 | 2 | Естонія (EST)         | Тону Ендрексон Міхаїл Куштейн Йоганн Поолак Аллар Рая                        |
| Загалом                                        | 9 |                       |                                                                              |

### Розпашні двійки без стернового
| Дисципліна                                     | #  | Країна                | Заявлені веслувальники               |
| ---------------------------------------------- | -- | --------------------- | ------------------------------------ |
| Чемпіонат світу з академічного веслування 2023 | 1  | Швейцарія (SUI)       | Андрін Ґуліх Роман Руслі             |
| Чемпіонат світу з академічного веслування 2023 | 2  | Велика Британія (GBR) | Том Джордж Олівер Вінне-Гріффіт      |
| Чемпіонат світу з академічного веслування 2023 | 3  | Ірландія (IRL)        | Росс Корріґан Натан Тімоні           |
| Чемпіонат світу з академічного веслування 2023 | 4  | Румунія (ROU)         | Флорін Артені Ніку-Юліан Келару      |
| Чемпіонат світу з академічного веслування 2023 | 5  | США (USA)             | Вільям Бендер Олівер Баб             |
| Чемпіонат світу з академічного веслування 2023 | 6  | ПАР (RSA)             | Джон Сміт Крістофер Бакстер          |
| Чемпіонат світу з академічного веслування 2023 | 7  | Іспанія (ESP)         | Хайме Каналехо Хав'єр Гарсія         |
| Чемпіонат світу з академічного веслування 2023 | 8  | Австралія (AUS)       | Патрік Голт Саймон Кінан             |
| Чемпіонат світу з академічного веслування 2023 | 9  | Нова Зеландія (NZL)   | Ден Вільямсон Філліп Вілсон          |
| Чемпіонат світу з академічного веслування 2023 | 10 | Італія (ITA)          | Джованні Кодато Давіде Коміні        |
| Чемпіонат світу з академічного веслування 2023 | 11 | Хорватія (CRO)        | Антон Лончарич Патрік Лончарич       |
| Фінальна кваліфікаційна регата                 | 1  | Німеччина (GER)       | Юліус Кріст Зенке Крузе              |
| Фінальна кваліфікаційна регата                 | 2  | Литва (LTU)           | Домантас Станкунас Довідас Станкунас |
| Загалом                                        | 13 |                       |                                      |

### Розпашні четвірки без стернового
| Дисципліна                                     | # | Країна                | Заявлені веслувальники                                                        |
| ---------------------------------------------- | - | --------------------- | ----------------------------------------------------------------------------- |
| Чемпіонат світу з академічного веслування 2023 | 1 | Велика Британія (GBR) | Метт Олдрідж Девід Амблер Фредді Девідсон Олівер Вілкс                        |
| Чемпіонат світу з академічного веслування 2023 | 2 | США (USA)             | Джастін Бест Ліам Корріґан Майкл Ґрейді Нік Мід                               |
| Чемпіонат світу з академічного веслування 2023 | 3 | Нова Зеландія (NZL)   | Метт Макдоналд Олівер Маклін Том Маррей Лоґан Ульріх                          |
| Чемпіонат світу з академічного веслування 2023 | 4 | Нідерланди (NED)      | Елі Браувер Ґюс Моллі Нелсон Рітсема Рік Рінкс                                |
| Чемпіонат світу з академічного веслування 2023 | 5 | Австралія (AUS)       | Ферґюс Гемілтон Александер Гілл Тімоті Мастерс Джеймс Денієл Робертсон        |
| Чемпіонат світу з академічного веслування 2023 | 6 | Франція (FRA)         | Бенуа Брюне Тео Рає Гійом Тюрлан Тібо Тюрлан                                  |
| Чемпіонат світу з академічного веслування 2023 | 7 | Румунія (ROU)         | Богдан-Сабін Байток Александру-Лауренцію Данчу Андрей Миндріле Чипріан Тудосе |
| Фінальна кваліфікаційна регата                 | 1 | Італія (ITA)          | Джованні Абаньяле Ніколас Коль Маттео Лодо Джузеппе Вічіно                    |
| Фінальна кваліфікаційна регата                 | 2 | Швейцарія (SUI)       | Патрік Брюннер Тім Рот Кай Шецле Йоель Шюрх                                   |
| Загалом                                        | 9 |                       |                                                                               |

### Вісімки
| Дисципліна                                     | # | Країна                | Заявлені веслувальники |
| ---------------------------------------------- | - | --------------------- | --- |
| Чемпіонат світу з академічного веслування 2023 | 1 | Велика Британія (GBR) | Морґан Болдінґ Шолто Карнеґі Джейкоб Довсон Томас Діґбі Чарльз Елвз Томас Форд Рорі Ґіббс Джеймс Рудкін Гаррі Брайтмор (стерновий)                                                       |
| Чемпіонат світу з академічного веслування 2023 | 2 | Нідерланди (NED)      | Сандер де Грааф Рубен Кнаб Мік Маккер Олав Моленар Ралф Рінкс Ґертьян ван Дорн Якоб ван де Керкгоф Ян ван дер Бей Діувке Феттер (стерновий)                                              |
| Чемпіонат світу з академічного веслування 2023 | 3 | Австралія (AUS)       | Бен Канам Анґус Доусон Джек Гарґрівз Джошуа Гікс Джозеф О'Браєн Александер Парнелл Спенсер Таррін Анґус Віддікомб Кендалл Броуді (стерновий)                                             |
| Чемпіонат світу з академічного веслування 2023 | 4 | Румунія (ROU)         | Константін Адам Серджу Бежан Штефан Бераріу Маріус Васіле Козмюк Флорін Лехачі Клаудіу Нямцу Мугурел Семчюк Міхейце Цигенеску Адріан Мунтяну (стерновий)                                 |
| Чемпіонат світу з академічного веслування 2023 | 5 | Німеччина (GER)       | Фредерік Бреер Бенедікт Еґґелінґ Лаурітс Фоллерт Торбен Йоганнесен Макс Йон Олаф Роґґензак Маттес Шенгерр Вольф Ніклас Шредер Йонас Візен (стерновий)                                    |
| Фінальна кваліфікаційна регата                 | 1 | США (USA)             | Крістофер Карлсон Пітер Чатейн Кларк Дін Генрі Голлінґсворт Еван Олсон Пітер квінтон Ніколас Рашер Крістіан Табаш Ріеллі Мілн (стерновий)                                                |
| Фінальна кваліфікаційна регата                 | 2 | Італія (ITA)          | Вінченцо Аббаньяле Маттео Делла Валле Дженнаро Ді Мауро Якопо Фріджеріо Емануеле Гаетані Лізео Сальваторе Монфрекола Леонардо П'єтра Капріна Давіде Веріта Алессандра Фаелла (стерновий) |
| Загалом                                        | 7 |                       | |

## Жіночі змагання

### Парні одиночки
| Дисципліна                                     | #  | Країна                           | Заявлена веслувальниця |
| ---------------------------------------------- | -- | -------------------------------- | ---------------------- |
| Чемпіонат світу з академічного веслування 2023 | 1  | Нідерланди (NED)                 | Каролін Флорейн        |
| Чемпіонат світу з академічного веслування 2023 | 2  | Нова Зеландія (NZL)              | Емма Твігг             |
| Чемпіонат світу з академічного веслування 2023 | 3  | Австралія (AUS)                  | Тара Ріґні             |
| Чемпіонат світу з академічного веслування 2023 | 4  | США (USA)                        | Кара Колер             |
| Чемпіонат світу з академічного веслування 2023 | 5  | Болгарія (BUL)                   | Десислава Ангелова     |
| Чемпіонат світу з академічного веслування 2023 | 6  | Литва (LTU)                      | Вікторія Сенкутея      |
| Чемпіонат світу з академічного веслування 2023 | 7  | Австрія (AUT)                    | Магдалена Лобніг       |
| Чемпіонат світу з академічного веслування 2023 | 8  | Німеччина (GER)                  | Александра Фестер      |
| Чемпіонат світу з академічного веслування 2023 | 9  | Сербія (SRB)                     | Йована Арсич           |
| Африканська кваліфікаційна регата              | 1  | Алжир (ALG)                      | Нієд Беншадлі          |
| Африканська кваліфікаційна регата              | 2  | ПАР (RSA)                        | Кортні Вестлі          |
| Африканська кваліфікаційна регата              | 3  | Уганда (UGA)                     | Кетлін Ноубл           |
| Африканська кваліфікаційна регата              | 4  | Того (TOG)                       | Акоко Комланві         |
| Африканська кваліфікаційна регата              | 5  | Марокко (MAR)                    | Маждулін ель-Аллауї    |
| Американська кваліфікаційна регата             | 1  | Бразилія (BRA)                   | Беатріс Таварес        |
| Американська кваліфікаційна регата             | 2  | Мексика (MEX)                    | Кенія Лечуга           |
| Американська кваліфікаційна регата             | 3  | Парагвай (PAR)                   | Алехандра Алонсо       |
| Американська кваліфікаційна регата             | 4  | Перу (PER)                       | Адріана Сангінетті     |
| Американська кваліфікаційна регата             | 5  | Куба (CUB)                       | Яріульвіс Кобас        |
| Азійська і океанійська кваліфікаційна регата   | 1  | Узбекистан (UZB)                 | Ганна Пракатень        |
| Азійська і океанійська кваліфікаційна регата   | 2  | Іран (IRI)                       | Фатеме Моджаллаль      |
| Азійська і океанійська кваліфікаційна регата   | 3  | Філіппіни (PHI)                  | Джоані Дельгако        |
| Азійська і океанійська кваліфікаційна регата   | 4  | В'єтнам (VIE)                    | Фам Тхі Х'єн           |
| Азійська і океанійська кваліфікаційна регата   | 5  | Сінгапур (SGP)                   | Сайїда Айсія           |
| Європейська кваліфікаційна регата              | 1  | Допущені нейтральні атлети (ANA) | Тетяна Климович        |
| Європейська кваліфікаційна регата              | 2  | Азербайджан (AZE)                | Діана Димченко         |
| Європейська кваліфікаційна регата              | —  | Україна (UKR)                    |                        |
| Європейська кваліфікаційна регата              | 3  | Словенія (SLO)                   | Ніна Костаньшек        |
| Фінальна кваліфікаційна регата                 | 1  | Іспанія (ESP)                    | Вірхінія Діас Рівас    |
| Фінальна кваліфікаційна регата                 | 2  | Швейцарія (SUI)                  | Аурелія-Максіма Янцен  |
| Універсальні місця                             | 1  | Нікарагуа (NCA)                  | Евіделія Гонсалес      |
| Універсальні місця                             | 2  | Кувейт (KUW)                     | Суад аль-Факаан        |
| Загалом                                        | 32 |                                  |                        |

### Парні двійки
| Дисципліна                                     | #  | Країна                | Заявлені веслувальниці                        |
| ---------------------------------------------- | -- | --------------------- | --------------------------------------------- |
| Чемпіонат світу з академічного веслування 2023 | 1  | Румунія (ROU)         | Ніколета-Анкуца Боднар Андрада-Марія Морошану |
| Чемпіонат світу з академічного веслування 2023 | 2  | Литва (LTU)           | Доната Віштартайте Довіле Рімкуте             |
| Чемпіонат світу з академічного веслування 2023 | 3  | США (USA)             | Крістіна Ваґнер Софія Вітас                   |
| Чемпіонат світу з академічного веслування 2023 | 4  | Ірландія (IRL)        | Елісон Берґін Зої Гайд                        |
| Чемпіонат світу з академічного веслування 2023 | 5  | Нова Зеландія (NZL)   | Брук Френсіс Люсі Спурс                       |
| Чемпіонат світу з академічного веслування 2023 | 6  | Франція (FRA)         | Марго Баййоль Емма Люнатті                    |
| Чемпіонат світу з академічного веслування 2023 | 7  | Італія (ITA)          | Стефанія Гоббі Клара Гуерра                   |
| Чемпіонат світу з академічного веслування 2023 | 8  | Австралія (AUS)       | Аманда Бейтмен Гаррієт Гадсон                 |
| Чемпіонат світу з академічного веслування 2023 | 9  | Норвегія (NOR)        | Теа Гельсет Інґер Кавлі                       |
| Чемпіонат світу з академічного веслування 2023 | 10 | Китай (CHN)           | Шень Шуанмей Лю Шиюй                          |
| Чемпіонат світу з академічного веслування 2023 | 11 | Нідерланди (NED)      | Ліса Схенард Мартіне Велдейс                  |
| Фінальна кваліфікаційна регата                 | 1  | Чехія (CZE)           | Ленка Луксова Анна Шантручкова                |
| Фінальна кваліфікаційна регата                 | 2  | Велика Британія (GBR) | Матілда Годжкінс-Берн Беккі Вайлд             |
| Загалом                                        | 13 |                       |                                               |

### Парні двійки, легка вага
| Дисципліна                                     | #  | Країна                | Заявлені веслувальниці              |
| ---------------------------------------------- | -- | --------------------- | ----------------------------------- |
| Чемпіонат світу з академічного веслування 2023 | 1  | Велика Британія (GBR) | Емілі Крейґ Імоджен Ґрант           |
| Чемпіонат світу з академічного веслування 2023 | 2  | США (USA)             | Моллі Рекфорд Мішелл Сечсер         |
| Чемпіонат світу з академічного веслування 2023 | 3  | Румунія (ROU)         | Йонела Козмюк Джаніна ван Ґронінґен |
| Чемпіонат світу з академічного веслування 2023 | 4  | Канада (CAN)          | Дженніфер Кассон Джилл Моффатт      |
| Чемпіонат світу з академічного веслування 2023 | 5  | Нова Зеландія (NZL)   | Шеннон Кокс Джекі Кіддл             |
| Чемпіонат світу з академічного веслування 2023 | 6  | Китай (CHN)           | Цзоу Цзяці Цю Сюпін                 |
| Чемпіонат світу з академічного веслування 2023 | 7  | Ірландія (IRL)        | Марґарет Кремен Аойф Кейсі          |
| Африканська кваліфікаційна регата              | 1  | Туніс (TUN)           | Сельма Дауаді Хадіджа Крімі         |
| Американська кваліфікаційна регата             | 1  | Аргентина (ARG)       | Соня Балуццо Евелін Сільвестро      |
| Американська кваліфікаційна регата             | 2  | Перу (PER)            | Алессія Паласіос Валерія Паласіос   |
| Азійська і океанійська кваліфікаційна регата   | 1  | Японія (JPN)          | Емі Хіроучі Аямі Оїші               |
| Азійська і океанійська кваліфікаційна регата   | 2  | Іран (IRI)            | Магса Джавар Зейнаб Норузі          |
| Європейська кваліфікаційна регата              | 1  | Польща (POL)          | Мартина Міколайчак Катажина Велна   |
| Європейська кваліфікаційна регата              | 2  | Австрія (AUT)         | Луїза Альтенгубер Лара Тіфенталер   |
| Фінальна кваліфікаційна регата                 | 1  | Франція (FRA)         | Клер Бове Лора Тарантола            |
| Фінальна кваліфікаційна регата                 | 2  | Греція (GRE)          | Зої Фіціу Дімітра Елені Конту       |
| Загалом                                        | 16 |                       |                                     |

### Парні четвірки
| Дисципліна                                     | # | Країна                | Заявлені веслувальниці                                                        |
| ---------------------------------------------- | - | --------------------- | ----------------------------------------------------------------------------- |
| Чемпіонат світу з академічного веслування 2023 | 1 | Велика Британія (GBR) | Лола Андерсон Джорджі Брейшоу Лорін Генрі Ганна Скотт                         |
| Чемпіонат світу з академічного веслування 2023 | 2 | Нідерланди (NED)      | Рос де Йонґ Тесса Дюллеманс Бенте Пауліс Лайла Юссіфу                         |
| Чемпіонат світу з академічного веслування 2023 | 3 | Китай (CHN)           | Чень Юнься Чжан Лін Лю Ян Цуй Сяотун                                          |
| Чемпіонат світу з академічного веслування 2023 | 4 | Швейцарія (SUI)       | Селія Дюпре Ліза Лечер Фаб'янн Швайцер Паскаль Валькер                        |
| Чемпіонат світу з академічного веслування 2023 | 5 | Австралія (AUS)       | Кейтлін Кронін Лора Ґурлі Ровена Мередіт Кетрін Рован Ріа Томпсон             |
| Чемпіонат світу з академічного веслування 2023 | 6 | Румунія (ROU)         | Емануела-Йоана Чотеу Патрісія Чиреш Оана-Мадаліна Морошан Александра Унгуряну |
| Чемпіонат світу з академічного веслування 2023 | 7 | Німеччина (GER)       | Пія Ґрайтен Леоні Менцель Табеа Шендекель Марен Фельц                         |
| Фінальна кваліфікаційна регата                 | 1 | США (USA)             | Тіл Коен Емілі Деллмен Ґрейс Джойс Лорін О'Коннор                             |
| Фінальна кваліфікаційна регата                 | 2 | Україна (UKR)         | Наталія Довгодько Катерина Дудченко Анастасія Коженкова Дарина Верхогляд      |
| Загалом                                        | 9 |                       |                                                                               |

### Розпашні двійки без стернової
| Дисципліна                                     | #  | Країна                | Заявлені веслувальниці                   |
| ---------------------------------------------- | -- | --------------------- | ---------------------------------------- |
| Чемпіонат світу з академічного веслування 2023 | 1  | Нідерланди (NED)      | Їмк'є Клеверінґ Веронік Местер           |
| Чемпіонат світу з академічного веслування 2023 | 2  | Австралія (AUS)       | Аннабель Макінтайр Джессіка Моррісон     |
| Чемпіонат світу з академічного веслування 2023 | 3  | Румунія (ROU)         | Деніса Тілвеску Йоана Вринчану           |
| Чемпіонат світу з академічного веслування 2023 | 4  | Ірландія (IRL)        | Ефрік Кіог Фіона Мурта                   |
| Чемпіонат світу з академічного веслування 2023 | 5  | Чилі (CHI)            | Антонія Абрагам Меліта Абрагам           |
| Чемпіонат світу з академічного веслування 2023 | 6  | США (USA)             | Азья Чайковскі Джессіка Тоеннес          |
| Чемпіонат світу з академічного веслування 2023 | 7  | Греція (GRE)          | Крістіна Бурмпу Евангелія Папконстантіну |
| Чемпіонат світу з академічного веслування 2023 | 8  | Іспанія (ESP)         | Естер Бріс Айна Сід                      |
| Чемпіонат світу з академічного веслування 2023 | 9  | Велика Британія (GBR) | Хлої Брю Ребекка Едвардс                 |
| Чемпіонат світу з академічного веслування 2023 | 10 | Литва (LTU)           | Єва Адомавічюте Каміле Кралікайте        |
| Чемпіонат світу з академічного веслування 2023 | 11 | Чехія (CZE)           | Павліна Фламікова Радка Новотнікова      |
| Фінальна кваліфікаційна регата                 | 1  | Данія (DEN)           | Ядвіга Расмуссен Фіє Удбі Еріхсен        |
| Фінальна кваліфікаційна регата                 | 2  | Нова Зеландія (NZL)   | Кейт Гейнс Алана Шермен                  |
| Загалом                                        | 13 |                       |                                          |

### Розпашні четвірки без стернової
| Дисципліна                                     | # | Країна                | Заявлені веслувальниці                                                   |
| ---------------------------------------------- | - | --------------------- | ------------------------------------------------------------------------ |
| Чемпіонат світу з академічного веслування 2023 | 1 | Нідерланди (NED)      | Бенте Бонстра Гермейнтче Дрент Тінка Офферейнс Марлус Олденбурґ          |
| Чемпіонат світу з академічного веслування 2023 | 2 | Румунія (ROU)         | Юлія-Ліліана Балауке Ларіса Богдан Марія Тіводаріу Марія-Магдалена Русу  |
| Чемпіонат світу з академічного веслування 2023 | 3 | Велика Британія (GBR) | Есме Бут Гелен Гловер Саманта Редґрейв Ребекка Шортен                    |
| Чемпіонат світу з академічного веслування 2023 | 4 | США (USA)             | Емілі Каллфелц Кейтлін Кніфтон Мері Мацціо-Менсон Келсі Рілік            |
| Чемпіонат світу з академічного веслування 2023 | 5 | Австралія (AUS)       | Олімпія Олдерсі Джин Мітчелл Лілі Елтон-Тріґґс Моллі Ґудмен              |
| Чемпіонат світу з академічного веслування 2023 | 6 | Китай (CHN)           | Чжан Шусянь Лю Сяосінь Ван Цзифен Сюй Сін'є                              |
| Чемпіонат світу з академічного веслування 2023 | 7 | Нова Зеландія (NZL)   | Джекі Ґовлер Давіна Ведді Керрі Говлер Фібі Спурс                        |
| Фінальна кваліфікаційна регата                 | 1 | Ірландія (IRL)        | Емілі Геґарті Еймер Ламб Наталі Лонґ Імоджен Маґнер                      |
| Фінальна кваліфікаційна регата                 | 2 | Данія (DEN)           | Анстрід Стеенсберґ Фріда Санґґорд Нільсен Маріє Йоганнесен Юліє Поульсен |
| Загалом                                        | 9 |                       |                                                                          |

### Вісімки
| Дисципліна                                     | # | Країна                | Заявлені веслувальники |
| ---------------------------------------------- | - | --------------------- | --- |
| Чемпіонат світу з академічного веслування 2023 | 1 | Румунія (ROU)         | Адріана Айлінкай Роксана Ангел Амалія Береш Мадаліна Береш Юліана Бухуш Думітріца Жункенаріу Юліана Попа Сімона Радіш Вікторія-Штефанія Петряну (стернова)  |
| Чемпіонат світу з академічного веслування 2023 | 2 | США (USA)             | Шарлотт Бак Моллі Брюґґмен Олівія Коффі Клер Коллінз Марґарет Гедмен Меган Мусніцькі Реджина Салмонс Мадлен Ванамейкер Ніна Кастанья (стернова)             |
| Чемпіонат світу з академічного веслування 2023 | 3 | Австралія (AUS)       | Катріна Веррі Люсі Стефан Жаклін Свік Джорджина Роув Сара Гоу Джорджия Паттен Бронвін Кокс Пейдж Барр Гейлі Вербунт (стернова)                              |
| Чемпіонат світу з академічного веслування 2023 | 4 | Велика Британія (GBR) | Енні Кемпбелл-Орд Голлі Данфорд Емілі Форд Лорін Ервін Хейді Лонг Рован Маккеллар Їв Стюарт Гаррієт Тейлор Генрі Філдман (стернова)                         |
| Чемпіонат світу з академічного веслування 2023 | 5 | Канада (CAN)          | Ебіґейл Дент Келлей Філмер Кашя Ґручалла-Весєрскі Мая Мешкулейт Сідні Пейн Джессіка Севік Крістіна Вокер Авалон Вейстніс Крістен Кіт (стернова)             |
| Фінальна кваліфікаційна регата                 | 1 | Італія (ITA)          | Вероніка Бумбака Аліче Кодато Лінда де Філіппіс Аліче Ньятта Еліза Монделлі Джорджа Пелаккі Айша Рочек Сільвія Террацці Емануеле Каппоні (стернова)         |
| Фінальна кваліфікаційна регата                 | 2 | Данія (DEN)           | Фріда Вернер Фольдаґер Клара Горннаесс Сара Йогансен Ніколіне Лайдлав Карен Мортенсен Кароліне Мунх Нанна Віґільд Софі Віккельсое Софі Естерґорд (стернова) |
| Загалом                                        | 7 |                       | |